# العلاقات الفلسطينية القبرصية
العلاقات الفلسطينية القبرصية هي العلاقات الثنائية والتاريخية التي تربط بين دولة فلسطين وقبرص. تمتلك دولة فلسطين سفارة لها في العاصمة نيقوسيا، بينما تمتلك قبرص ممثلية لها في مدينة البيرة. كلا البلدين كانا تحت الاستعمار البريطاني.

## التاريخ
اعترفت قبرص بدولة فلسطين بعد إعلان استقلالها من الجزائر في 18 نوفمبر 1988.
في يناير 2011، أعادت الحكومة القبرصية تأكيد اعترافها بالدولة الفلسطينية في عام 1988، وأضافت أنها لن تعترف بأي تغييرات على حدود ما قبل عام 1967.
أنشئ عام 1975 مكتب تمثيل منظمة التحرير الفلسطينية لدى قبرص. وفي يوليو 2009، رفع مستوى التمثيل الفلسطيني إلى مفوضية عامة بامتيازات السفارة.
في 2 مايو 2011، رفع مستوى التمثيل الفلسطيني من مفوضية عامة إلى بعثة دبلوماسية.
في 8 فبراير 2013 تم رفع مستوى التمثيل من بعثة دبلوماسية إلى سفارة.